# François du Verdier
François du Verdier, né vers 1678 à Limoges et mort le 21 septembre 1753 à Angoulême, est un ecclésiastique, évêque d'Angoulême de 1737 à 1753.

## Biographie
François du Verdier naît vers 1678. Il est issu d'une famille originaire du Limousin.
Après ses études de droit il exerce la fonction d'avocat du roi, avant de choisir la carrière ecclésiastique. Ordonné prêtre et sous-diacre du diocèse de Limoges, il succède en 1726 à son oncle Jean du Verdier qui résigne en sa faveur son bénéfice de doyen du chapitre de chanoines de la cathédrale d'Angoulême, poste qu'il occupe pendant la dernière maladie de l'évêque Cyprien-Gabriel Bénard de Résay alors qu'il fait fonction de facto de vicaire général.
Après la mort du prélat en 1737, bien que presque sexagénaire, il est nommé évêque d'Angoulême. Il est confirmé le 17 décembre et consacré en mars 1738. En septembre 1743, il est pourvu en commende de l'abbaye de Calers et le 16 juin 1747 de l'abbaye de Saint-Cybard.
Il fait effectuer d'importants travaux de réfection dans sa cathédrale et il meurt à Angoulême, âgé d'environ 75 ans le 21 septembre 1753.